# بند زهدان
در کالبدشناسی زنان، بند زِهدان یا مزومتریوم (انگلیسی: Mesometrium) نام بند نگه‌دارندهٔ رحم است.
بند زهدان بیشتر رباط پهن زهدان را شامل می‌شود، به استثنای قسمت‌های مجاور لوله رحم (بند لوله رحم) و تخمدان (بند تخمدان).
میزنای از جمله ساختارهایی است که در بند زهدان یافت می‌شود.